# Brunsidig vävare
Brunsidig vävare (Ploceus weynsi) är en fågel i familjen vävare inom ordningen tättingar.

## Utseende och läte
Brunsidig vävare är en knubbig vävare med lång och relativt tunn näbb. Hanen är praktfull med svart ovansida, rostfärgade kroppssidor och gul buk. Honan är mycket mer färglös, med olivgrå ovansia och ett mörkt bröstband. Båda könen uppvisar ljusa ögon. Honan liknar hona svartvävare, men har något tunnare näbb och mörkare bröst. Bland lätena hörs typiskt vävarlika "chek" och en sång som liknas vid radiostörningar.

## Utbredning och systematik
Fågeln förekommer i låglandsskogar i norra Demokratiska republiken Kongo, Uganda och nordvästra gränsområdena av Tanzania. Den behandlas som monotypisk, det vill säga att den inte delas in i några underarter.

## Levnadssätt
Brunsidig vävare hittas i skog, plantage och våtmarker. Den ses ofta i flock. Fågeln kan röra sig över stora områden utanför häckningstid.

## Status
Arten har ett stort utbredningsområde och beståndet anses vara stabilt. Internationella naturvårdsunionen IUCN listar den därför som livskraftig (LC).

## Namn
Fågelns vetenskapliga artnamn hedrar Auguste François Guillaume Weyns (1854-1944), överstelöjtnant i belgiska armén i Kongofristaten 1888-1903, kolonial administratör och upptäcktsresande. Tidigare kallades den weynsvävare även på svenska, men tilldelades 2023 ett mer informativt namn av BirdLife Sveriges taxonomikommitté.